# Odontocolon mellipes
Odontocolon mellipes är en stekelart som först beskrevs av Thomas Say 1829.  Odontocolon mellipes ingår i släktet Odontocolon och familjen brokparasitsteklar. Inga underarter finns listade i Catalogue of Life.